# Haematopota menglaensis
Haematopota menglaensis är en tvåvingeart som beskrevs av Wu och Xu 1992. Haematopota menglaensis ingår i släktet Haematopota och familjen bromsar.
Artens utbredningsområde är Yunnan (Kina). Inga underarter finns listade i Catalogue of Life.